# Melese chozeba
Melese chozeba là một loài bướm đêm thuộc phân họ Arctiinae, họ Erebidae.